# 121336 Ziarnadhronom
121336 Ziarnadhronom este o planetă minoră (asteroid), cu un diametru de 6,297 km, din centura de asteroizi. A fost descoperită pe 6 octombrie 1999 la Astronomické observatórium Modra⁠(d) de Leonard Kornoš⁠(d). 
Obiectul prezintă o orbită caracterizată de o semiaxă mare de 3,138592462684 UAi, o excentricitate de 0,15783104249279, o înclinație de 7,2549572752358 ° în raport cu ecliptica.